# Conalia melanops
Conalia melanops es una especie de coleóptero de la familia Mordellidae.

## Distribución geográfica
Habita en Quebec.